# Ms. Yeah
Ms. Yeah là một kênh YouTube Trung Quốc với các chương trình về nấu ăn với các vật dụng văn phòng. Chủ nhân của kênh này là Ms. Yeah (Tiểu Dã) có tên thật là Châu Hiểu Tuệ (周晓慧), biệt danh là Thánh ăn công sở. Trong mỗi video, cô thường nấu một món ăn, và thường là món Trung Quốc, được chuẩn bị bằng cách sử dụng các công cụ sẵn có trong văn phòng làm việc. Các video đặc trưng bởi việc không có tường thuật cách làm, lồng tiếng, hay trò chuyện, thậm chí là phiên dịch.
Theo đó, cô làm việc trong một công ty Công nghiệp sáng tạo nên cho phép cô và các đồng nghiệp của mình thực hiện nấu ăn trong văn phòng. Mặc dù các video luôn có Ms. Yeah là diễn viên chính, nhưng máy quay được bởi một người quay phim chuyên nghiệp không xác định và các đồng nghiệp có sự hỗ trợ không chính thức.
Hầu hết các món ăn được nấu trong video là những món ăn phổ biến của Trung Quốc và không khó để mỗi người chuẩn bị. Ms. Yeah thừa nhận rằng, thành quả cuối cùng thường không thật tốt như ý muốn, nhưng mục đích kênh của mình không phải là để dạy cho người xem làm thế nào để nấu ăn, nên chính vì vậy mà kênh không có hướng dẫn nấu cụ thể. "Tôi không muốn trở thành một giáo viên nấu ăn. Tôi không muốn dạy bạn cách nấu ăn, và tôi không muốn dạy về nấu ăn khoa học. Tôi chỉ muốn cho bạn thấy thái độ đối với cuộc sống. Bạn có thể tìm thấy niềm vui trong cuộc sống bất cứ khi nào và bất cứ nơi nào bạn đang sống."

## Cuộc sống cá nhân
Cô có bằng cử nhân vũ đạo của trường Đại học Sư phạm Tứ Xuyên, Được biết, cô học nấu ăn từ người cha của mình, là một quản lý khách sạn.